# Rosenallis

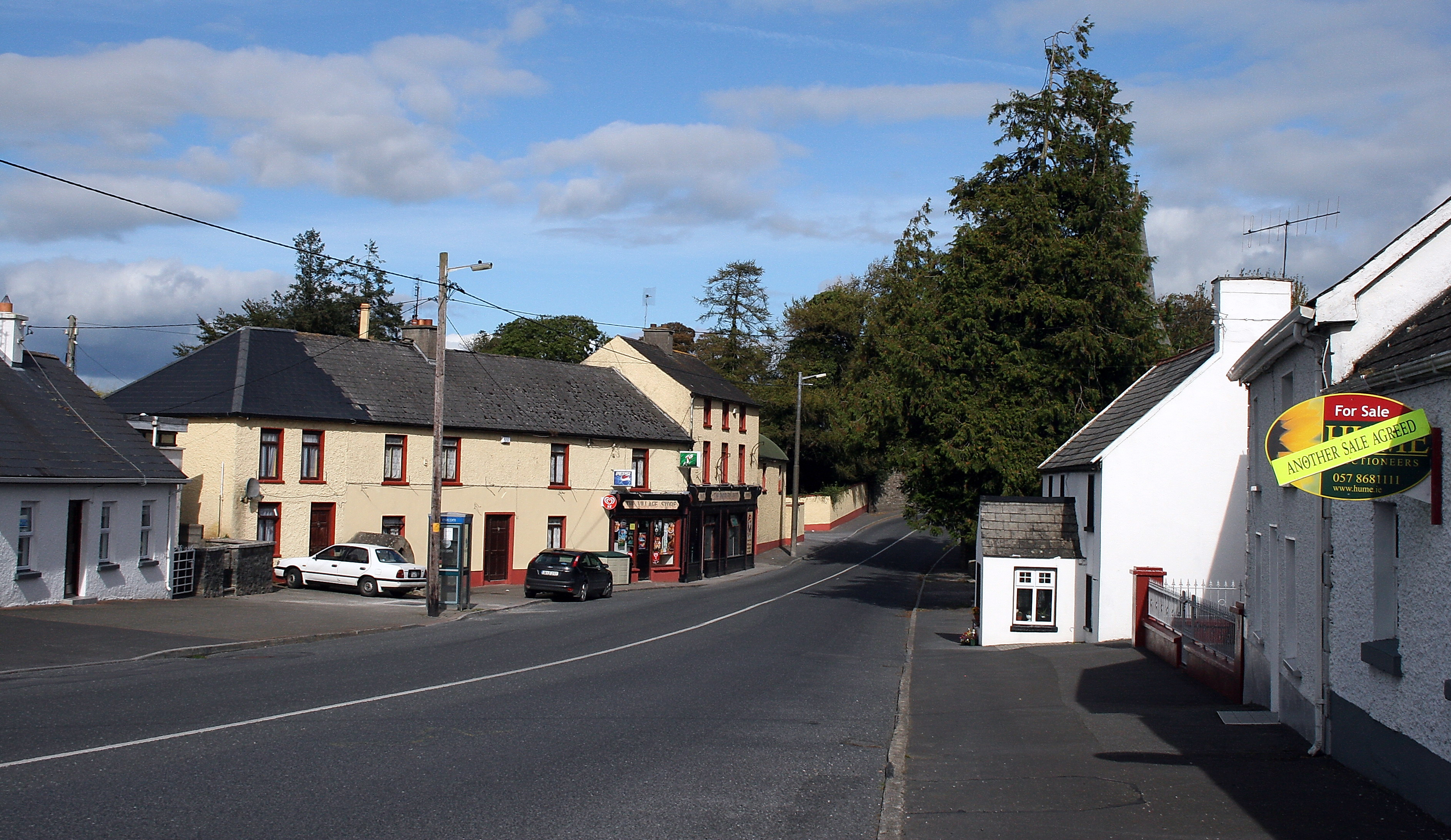
Rosenallis

Rosenallis (iriska: Ros Fhionnghlaise) är en ort belägen i den norra delen av grevskapet Laois i Republiken Irland. Orten ligger på foten till Slieve Bloombergen på vägen R422 mellan Mountmellick och Birr.
Namnet kommer ifrån det iriska som kan översättas till Trä från den klara strömmen.